# アエロリフト・フィリピン075便墜落事故
アエロリフト・フィリピン075便墜落事故は、1990年5月18日にフィリピンで発生した航空事故である。ニノイ・アキノ国際空港からスリガオ空港へ向かっていたアエロリフト・フィリピン075便（ビーチクラフト 1900C-1）が離陸時にエンジン故障により墜落し、乗員乗客21人全員と地上の4人が死亡した。この事故はビーチクラフト 1900で発生した航空事故としては最悪のものとなった。

## 飛行の詳細
事故機のビーチクラフト 1900C-1（RP-C314）は、1988年に製造番号UC-46として製造された。075便には乗員2人と乗客19人が搭乗していた。乗客には北スリガオ州パイラーの市長も含まれていた。

## 事故の経緯
075便はニノイ・アキノ国際空港からスリガオ空港へ向かう国内定期旅客便だった。PST6時22分、075便は滑走路13から離陸したが、その最中に第2エンジンが故障した。パイロットは管制塔に空港へ引き返すと伝えたが、機体は400フィート (120 m)程しか上昇しなかった。離陸から約1分後、075便は右に70度近く傾いた状態で空港から1km程の場所にあるマービル地区の家の敷地内墜落した。
墜落により搭乗者21人全員が死亡した。また、墜落した家の寝室に居た日本人男性とその妻、子供2人の合計4人も死亡した。この家に住み込みで働いていた19歳のメイドと飼い犬は救助された。遺体は事故から数時間以内に全て回収された。目撃者は右エンジンから煙が出ていたと証言した。

## 事故原因
事故後、アエロリフト・フィリピンの保有する5機のビーチクラフト 1900は一時的に飛行停止とされた。
エンジンが故障した際にパイロットが適切な対処を行えなかったことが事故原因と推定された。また、故障が発生した際、着陸装置はまだ下ろされた状態であった。